# صموئيل سيلفستر ميلز
صموئيل سيلفستر ميلز (بالإنجليزية: Samuel Sylvester Mills)‏ هو سياسي كندي، ولد في 1 ديسمبر 1806، وتوفي في 24 يناير 1874 في هاميلتون في كندا. نشط حزبياً في حزب كندا المحافظ. وقد انتخب عضو مجلس الشيوخ الكندي.